# Campionato mondiale Supersport 2017
Il campionato mondiale Supersport 2017 è la diciannovesima edizione del campionato mondiale Supersport.
Il titolo piloti è stato vinto, per la prima volta in carriera, da Lucas Mahias con una Yamaha YZF-R6 del team italiano GRT Yamaha. Mahias ottiene due vittorie su dodici gare in calendario e, grazie ad una certa costanza nei piazzamenti, stacca di ventinove punti il più vicino degli inseguitori, il turco Kenan Sofuoğlu.
Tra i costruttori prevale Yamaha che ottiene sei successi in gara e stacca di quarantatré punti la più diretta delle concorrenti: Kawasaki. Terzo posto per Honda, senza alcun successo in gara. Quarta l'italiana MV Agusta che vince la gara inaugurale della stagione in Australia.

## Piloti partecipanti
Fonte
Tutte le motociclette in competizione sono equipaggiate con pneumatici forniti dalla Pirelli. Insieme ai piloti che concorrono per il mondiale Supersport, vi sono alcuni piloti (indicati in tabella come piloti della "classe ESS") che concorrono per la coppa Europa (pertanto sono iscritti solo ai GP corsi in territorio Europeo).
| Nº  | Pilota                | Squadra                         | Motocicletta        | Classe |
| --- | --------------------- | ------------------------------- | ------------------- | ------ |
| 1   | Kenan Sofuoğlu        | Kawasaki Puccetti Racing        | Kawasaki ZX-6R      |        |
| 2   | Cedric Tangre         | Yohann Moto Sport               | Suzuki GSX-R600     |        |
| 4   | Gino Rea              | Kawasaki Go Eleven              | Kawasaki ZX-6R      |        |
| 5   | Axel Bassani          | 3750 Puccetti Racing FMI        | Kawasaki ZX-6R      |        |
| 7   | Davide Pizzoli        | Race Department ATK#25          | MV Agusta F3 675    |        |
| 9   | Connor London         | Phoenix Suzuki Racing           | Suzuki GSX-R600     | ESS    |
| 10  | Nacho Calero          | Orelac Racing VerdNatura        | Kawasaki ZX-6R      |        |
| 11  | Christian Gamarino    | Bardahl Evan Bros. Honda Racing | Honda CBR600RR      |        |
| 13  | Anthony West          | EAB West Racing                 | Yamaha YZF R6       |        |
| 13  | Anthony West          | Kawasaki Puccetti Racing        | Kawasaki ZX-6R      |        |
| 14  | Jack Kennedy          | Profile Racing                  | Triumph Daytona 675 |        |
| 16  | Jules Cluzel          | CIA Landlord Insurance Honda    | Honda CBR600RR      |        |
| 17  | Miquel Pons           | DS Junior                       | Kawasaki ZX-6R      |        |
| 22  | Matt Edwards          | Euro Twins Brisbane             | Triumph Daytona 675 |        |
| 23  | Max Enderlein         | MVR Racing                      | Yamaha YZF R6       |        |
| 24  | Decha Kraisart        | Yamaha Thailand Racing          | Yamaha YZF R6       |        |
| 25  | Alex Baldolini        | Race DepartmentATK#25           | MV Agusta F3 675    |        |
| 25  | Alex Baldolini        | Race DepartmentATK#25           | Yamaha YZF R6       |        |
| 26  | Kazuki Watanabe       | Kawasaki Go Eleven              | Kawasaki ZX-6R      |        |
| 32  | Sheridan Morais       | Kallio Racing                   | Yamaha YZF R6       |        |
| 35  | Stefan Hill           | Profile Racing                  | Triumph Daytona 675 |        |
| 36  | Thomas Gradinger      | MPB Racing                      | Yamaha YZF R6       |        |
| 38  | Hannes Soomer         | WILSport Racedays               | Honda CBR600RR      | ESS    |
| 39  | Chalermpol Polamai    | Yamaha Thailand Racing          | Yamaha YZF R6       |        |
| 40  | Joe Francis           | Halsall Racing                  | Yamaha YZF R6       |        |
| 41  | Aiden Wagner          | Gemar Team Lorini               | Honda CBR600RR      |        |
| 42  | Stéphane Frossard     | Stef Racing                     | Yamaha YZF R6       |        |
| 44  | Roberto Rolfo         | Factory Vamag                   | MV Agusta F3 675    |        |
| 44  | Roberto Rolfo         | Gemar Team Lorini               | Honda CBR600RR      |        |
| 47  | Rob Hartog            | Hartog-Jenik-Against Cancer     | Kawasaki ZX-6R      | ESS    |
| 48  | Giuseppe Scarcella    | Gemar Team Lorini               | Honda CBR600RR      |        |
| 52  | Marco Malone          | Green Speed                     | Kawasaki ZX-6R      |        |
| 56  | Péter Sebestyén       | SSP Hungary by Pedercini Racing | Kawasaki ZX-6R      | ESS    |
| 61  | Alessandro Zaccone    | MV Agusta Reparto Corse         | MV Agusta F3 675    | ESS    |
| 62  | Vasco Van der Valk    | SWPN                            | Yamaha YZF R6       |        |
| 63  | Zulfahmi Khairuddin   | Orelac Racing VerdNatura        | Kawasaki ZX-6R      |        |
| 64  | Federico Caricasulo   | GRT Yamaha                      | Yamaha YZF R6       |        |
| 65  | Michael Canducci      | 3570 Puccetti Racing FMI        | Kawasaki ZX-6R      |        |
| 66  | Niki Tuuli            | Kallio Racing                   | Yamaha YZF R6       |        |
| 69  | Xavier Cardelús       | Race Department ATK#25          | MV Agusta F3 675    |        |
| 69  | Xavier Cardelús       | Race Department ATK#25          | Yamaha YZF R6       |        |
| 70  | Robin Mulhauser       | CIA Landlord Insurance Honda    | Honda CBR600RR      |        |
| 71  | Christoffer Bergman   | CIA Landlord Insurance Honda    | Honda CBR600RR      |        |
| 73  | Jacopo Cretaro        | Phoenix Suzuki Racing           | Suzuki GSX-R600     | ESS    |
| 74  | Jaimie van Sikkelerus | MVR Racing                      | Yamaha YZF R6       | ESS    |
| 77  | Kyle Ryde             | Kawasaki Puccetti Racing        | Kawasaki ZX-6R      |        |
| 78  | Hikari Ōkubo          | CIA Landlord Insurance Honda    | Honda CBR600RR      |        |
| 81  | Luke Stapleford       | Profile Racing                  | Triumph Daytona 675 |        |
| 82  | Lorenzo Cipiciani     | Vueffe Corse                    | Honda CBR600RR      |        |
| 83  | Lachlan Epis          | Response RE Racing              | Kawasaki ZX-6R      |        |
| 84  | Loris Cresson         | SC Racing-RPM84                 | Yamaha YZF R6       |        |
| 84  | Loris Cresson         | Race Department ATK#25          | Yamaha YZF R6       |        |
| 87  | Lorenzo Zanetti       | Factory Vamag                   | MV Agusta F3 675    |        |
| 88  | Kev Coghlan           | MVR Racing                      | Yamaha YZF R6       |        |
| 92  | Hiromichi Kunikawa    | CIA Landlord Insurance Honda    | Honda CBR600RR      | ESS    |
| 95  | David Allingham       | EHA Racing Jewsons Yamaha       | Yamaha YZF R6       |        |
| 97  | Martin Scheib         | DR7 AMR                         | Kawasaki ZX-6R      |        |
| 99  | Patrick Jacobsen      | MV Agusta Reparto Corse         | MV Agusta F3 675    |        |
| 100 | Thitipong Warokorn    | Kawasaki Puccetti Racing        | Kawasaki ZX-6R      |        |
| 104 | Ken Eguchi            | Kawasaki Puccetti Racing        | Kawasaki ZX-6R      |        |
| 111 | Kyle Smith            | Gemar Team Lorini               | Honda CBR600RR      |        |
| 112 | Saeed Al Sulaiti      | QMMF Racing                     | Kawasaki ZX-6R      |        |
| 122 | Daniele Corradi       | SCS Racing                      | Kawasaki ZX-6R      |        |
| 144 | Lucas Mahias          | GRT Yamaha                      | Yamaha YZF R6       |        |
| 147 | Marc Buchner          | MVR Racing                      | Yamaha YZF R6       |        |
| 163 | Davide Stirpe         | Factory Vamag                   | MV Agusta F3 675    |        |
| 177 | Nasser Al Malki       | DS Junior Team                  | Kawasaki ZX-6R      |        |
| 195 | Mashel Al Naimi       | QMMF Racing                     | Kawasaki ZX-6R      |        |

| Legenda            |
| ------------------ |
| Pilota wildcard    |
| Pilota sostitutivo |

## Calendario
| Nº | Data         | Gran Premio | Circuito       | Pole Position       | Vincitore Gara      | Leader del campionato | Resoconto |
| -- | ------------ | ----------- | -------------- | ------------------- | ------------------- | --------------------- | --------- |
| 1  | 26 febbraio  | Australia   | Phillip Island | Patrick Jacobsen    | Roberto Rolfo       | Roberto Rolfo         | Resoconto |
| 2  | 12 marzo     | Thailandia  | Buriram        | Jules Cluzel        | Federico Caricasulo | Roberto Rolfo         | Resoconto |
| 3  | 2 aprile     | Aragona     | Aragón         | Patrick Jacobsen    | Lucas Mahias        | Lucas Mahias          | Resoconto |
| 4  | 30 aprile    | Paesi Bassi | Assen          | Kenan Sofuoğlu      | Kenan Sofuoğlu      | Lucas Mahias          | Resoconto |
| 5  | 14 maggio    | Italia      | Imola          | Patrick Jacobsen    | Kenan Sofuoğlu      | Lucas Mahias          | Resoconto |
| 6  | 28 maggio    | Regno Unito | Donington      | Kenan Sofuoğlu      | Kenan Sofuoğlu      | Lucas Mahias          | Resoconto |
| 7  | 18 giugno    | Italia      | Misano         | Kenan Sofuoğlu      | Kenan Sofuoğlu      | Lucas Mahias          | Resoconto |
| 8  | 20 agosto    | Germania    | Lausitzring    | Sheridan Morais     | Sheridan Morais     | Lucas Mahias          | Resoconto |
| 9  | 17 settembre | Portogallo  | Portimão       | Kenan Sofuoğlu      | Kenan Sofuoğlu      | Kenan Sofuoğlu        | Resoconto |
| 10 | 1 ottobre    | Francia     | Magny-Cours    | Niki Tuuli          | Niki Tuuli          | Lucas Mahias          | Resoconto |
| 11 | 22 ottobre   | Spagna      | Jerez          | Federico Caricasulo | Federico Caricasulo | Lucas Mahias          | Resoconto |
| 12 | 4 novembre   | Qatar       | Losail         | Lucas Mahias        | Lucas Mahias        | Lucas Mahias          | Resoconto |

## Classifiche

### Classifica Piloti

#### Mondiale
| Pos. | Pilota                | Moto               |     |     |     |     |     |     |     |     |     |     |     |     | P.ti |
| ---- | --------------------- | ------------------ | --- | --- | --- | --- | --- | --- | --- | --- | --- | --- | --- | --- | ---- |
| 1    | Lucas Mahias          | Yamaha             | 2   | Rit | 1   | 2   | 2   | 2   | Rit | 3   | 2   | 4   | 5   | 1   | 190  |
| 2    | Kenan Sofuoğlu        | Kawasaki           |     |     | Rit | 1   | 1   | 1   | 1   | 2   | 1   | NP  |     | 3   | 161  |
| 3    | Jules Cluzel          | Honda              | Rit | Rit | 4   | 3   | 6   | 3   | 2   | 4   | 3   | 5   | 2   | 2   | 155  |
| 4    | Sheridan Morais       | Yamaha             | 11  | 7   | 2   | 5   | 4   | 6   | 8   | 1   | 4   | 8   | 6   | 7   | 141  |
| 5    | Federico Caricasulo   | Yamaha             | Rit | 1   | Rit | 6   | Rit | Rit | 3   | Rit | 7   | 2   | 1   | 4   | 118  |
| 6    | Patrick Jacobsen      | MV Agusta          | 6   | Rit | 3   | 4   | 3   | Rit | 4   | Rit | 5   | 3   | 4   | Rit | 108  |
| 7    | Niki Tuuli            | Yamaha             | 5   | 3   | Rit | 16  | Rit | 24  | Rit | 5   | Rit | 1   | 7   | 6   | 82   |
| 8    | Anthony West          | Yamaha e Kawasaki  | 3   |     |     | 14  | 11  | 7   | 10  | 8   |     |     | 3   | 5   | 73   |
| 9    | Kyle Smith            | Honda              | Rit | SQ  | 16  | 11  | 5   | 8   | 5   | 7   | Rit | 9   | Rit | 10  | 57   |
| 10   | Luke Stapleford       | Triumph            | Rit | NP  | 10  | 8   | 13  | 4   | Rit | 10  | 11  | 10  | 18  | 8   | 55   |
| 11   | Christian Gamarino    | Honda              | NP  | Rit | 7   | 9   | 7   | Rit | Rit | 12  | 6   | 15  | 10  | 12  | 50   |
| 12   | Roberto Rolfo         | MV Agusta e Honda  | 1   | 11  | 6   | 15  | Rit | 14  | 18  |     |     | Rit |     |     | 43   |
| 13   | Kyle Ryde             | Kawasaki           | 4   | 5   | 8   | 12  | Rit | 11  | 14  | 16  | Rit | 22  |     |     | 43   |
| 14   | Michael Canducci      | Kawasaki           | 14  | Rit | 5   | 7   | 14  | 17  |     | 15  | 13  | 7   | 11  | Rit | 42   |
| 15   | Hikari Ōkubo          | Honda              | NP  | 6   | 11  | 21  | 9   | 9   | 15  | 23  | 12  | 11  | 13  | Rit | 42   |
| 16   | Lorenzo Zanetti       | MV Agusta          |     |     |     |     |     |     |     | 6   | 8   | 6   | 17  | 11  | 33   |
| 17   | Gino Rea              | Kawasaki           | NP  | SQ  | Rit | 17  | 15  | 12  | 6   | Rit | 14  | Rit | 9   | 9   | 31   |
| 18   | Hannes Soomer         | Honda              |     |     | 9   | 13  | 16  | 13  | 9   | 13  | 15  | 13  | 15  |     | 28   |
| 19   | Rob Hartog            | Kawasaki           |     |     | 12  | 10  | 17  | 19  | 13  | Rit | 10  | 17  | 8   |     | 27   |
| 20   | Kazuki Watanabe       | Kawasaki           | 8   | 9   | 15  | Rit | Rit | 15  | 12  | 20  | Rit | Rit | 22  | Rit | 21   |
| 21   | Decha Kraisart        | Yamaha             |     | 2   |     |     |     |     |     |     |     |     |     |     | 20   |
| 22   | Aiden Wagner          | Honda              | 7   | 8   | 17  |     |     |     |     |     |     |     |     |     | 17   |
| 23   | Alessandro Zaccone    | MV Agusta          |     |     | Rit | 18  | 10  | Rit | 11  | 14  | Rit | Rit | 12  |     | 17   |
| 24   | Christoffer Bergman   | Honda              |     |     |     |     |     |     |     | 11  | 9   | 12  | 16  | 16  | 16   |
| 25   | Jack Kennedy          | Triumph            |     |     |     |     | 12  | 5   |     |     |     |     |     |     | 15   |
| 26   | Thitipong Warokorn    | Kawasaki           |     | 4   |     |     |     |     |     |     |     |     |     |     | 13   |
| 27   | Axel Bassani          | Kawasaki           |     |     |     |     |     |     | 7   |     |     |     | 14  |     | 11   |
| 28   | Nacho Calero          | Kawasaki           | 9   | 13  | 18  | 19  | 21  | 22  | 16  | 18  | Rit | Rit | Rit | 17  | 10   |
| 29   | Lachlan Epis          | Kawasaki           | 10  | 12  | 20  | Rit | 19  | 23  | Rit | 21  | Rit | 24  | 24  | 18  | 10   |
| 30   | Loris Cresson         | Yamaha             |     |     | Rit |     | 8   |     | Rit |     |     |     |     |     | 8    |
| 31   | Alex Baldolini        | MV Agusta e Yamaha | 13  |     |     |     | Rit | 16  |     | Rit | NP  | 14  | Rit | 13  | 8    |
| 32   | Thomas Gradinger      | Yamaha             |     |     |     |     |     |     |     | 9   |     |     |     |     | 7    |
| 33   | Joe Francis           | Yamaha             |     |     |     |     |     | 10  |     |     |     |     |     |     | 6    |
| 34   | Robin Mulhauser       | Honda              | NP  | 10  | Rit | 20  | 18  | 18  | Rit |     |     |     |     |     | 6    |
| 35   | Zulfahmi Khairuddin   | Kawasaki           | 12  | Rit | 14  | Rit | Rit | 20  | Rit | 19  | 17  | 19  | 19  | 19  | 6    |
| 36   | Xavier Cardelús       | MV Agusta e Yamaha |     |     | 13  |     |     | Rit |     | NP  |     |     | 23  | 14  | 5    |
| 37   | Davide Pizzoli        | MV Agusta          | Rit | 14  |     | Rit | Rit |     |     |     |     |     |     |     | 2    |
| 38   | Stefan Hill           | Triumph            | Rit | NP  | 21  | Rit |     |     | 23  | 25  | Rit | 18  | Rit | 15  | 1    |
| NC   | Cédric Tangre         | Suzuki             |     |     |     |     |     |     |     |     |     | 16  |     |     | 0    |
| -    | Péter Sebestyén       | Kawasaki           |     |     | 19  | 24  | 23  | 25  | 17  | 17  | 16  | 21  | Rit |     | 0    |
| -    | Jaimie van Sikkelerus | Yamaha             |     |     | 24  | 23  | Rit | 21  | 20  | 22  | 18  | 20  | 21  |     | 0    |
| -    | Jacopo Cretaro        | Suzuki             |     |     | 22  | Rit | 22  | NP  | 19  |     |     |     |     |     | 0    |
| -    | Miquel Pons           | Kawasaki           |     |     |     |     |     |     |     |     |     |     | 20  |     | 0    |
| -    | Hiromichi Kunikawa    | Honda              |     |     | 23  | Rit | 20  | 26  | 21  |     |     |     |     |     | 0    |
| -    | Lorenzo Cipiciani     | Honda              |     |     |     |     |     |     | 22  |     |     |     |     |     | 0    |
| -    | Vasco van der Valk    | Yamaha             |     |     |     | 22  |     |     |     |     |     |     |     |     | 0    |
| -    | Stéphane Frossard     | Yamaha             |     |     |     |     |     |     |     |     |     | 23  |     |     | 0    |
| -    | Ken Eguchi            | Kawasaki           |     |     |     |     |     |     |     | 24  |     |     |     |     | 0    |
| -    | Connor London         | Suzuki             |     |     | 26  | 25  | 25  |     | 24  |     |     |     |     |     | 0    |
| -    | Giuseppe Scarciella   | Honda              |     |     |     |     | 24  | 27  | Rit | 26  | Rit |     | 25  | Rit | 0    |
| -    | Nasser Al Malki       | Kawasaki           |     |     | 25  |     |     |     |     |     |     |     |     |     | 0    |
| -    | Mashel Al Naimi       | Kawasaki           |     |     |     |     |     |     |     |     |     |     |     | Rit | 0    |
| -    | Saeed Al Sulaiti      | Kawasaki           |     |     |     |     |     |     |     |     |     |     |     | Rit | 0    |
| -    | Martín Scheib         | Kawasaki           |     |     |     |     |     |     |     |     |     |     | Rit |     | 0    |
| -    | Max Endrelein         | Yamaha             |     |     |     |     |     |     |     |     | Rit |     |     |     | 0    |
| -    | Marc Buchner          | Yamaha             |     |     |     |     |     |     |     | Rit |     |     |     |     | 0    |
| -    | Davide Stirpe         | MV Agusta          |     |     |     |     |     |     | Rit |     |     |     |     |     | 0    |
| -    | David Allingham       | Yamaha             |     |     |     |     |     | Rit |     |     |     |     |     |     | 0    |
| -    | Marco Malone          | Kawasaki           |     |     |     |     | Rit |     |     |     |     |     |     |     | 0    |
| -    | Daniele Corradi       | Kawasaki           |     |     |     |     | Rit |     |     |     |     |     |     |     | 0    |
| -    | Chalermpol Polamai    | Yamaha             |     | Rit |     |     |     |     |     |     |     |     |     |     | 0    |
| -    | Kev Coghlan           | Yamaha             |     |     |     |     |     |     |     |     |     |     | NP  |     | 0    |
| -    | Matt Edwards          | Triumph            | NQ  |     |     |     |     |     |     |     |     |     |     |     | 0    |
| Pos  | Pilota                | Moto               |     |     |     |     |     |     |     |     |     |     |     |     | P.ti |

| Legenda | 1º posto        | 2º posto            | 3º posto           | A punti      | Senza punti        | Grassetto – Pole position Corsivo – Giro più veloce |
| Legenda | Gara non valida | Non qual./Non part. | Ritirato/Non class | Squalificato | '-' Dato non disp. | Grassetto – Pole position Corsivo – Giro più veloce |

#### Coppa Europa
| Pos. | Pilota                | Moto      |     |     |     |     |    |     |     |     |     | P.ti |
| ---- | --------------------- | --------- | --- | --- | --- | --- | -- | --- | --- | --- | --- | ---- |
| 1    | Hannes Soomer         | Honda     | 9   | 13  | 16  | 13  | 9  | 13  | 15  | 13  | 15  | 28   |
| 2    | Rob Hartog            | Kawasaki  | 12  | 10  | 17  | 19  | 13 | Rit | 10  | 17  | 8   | 27   |
| 3    | Alessandro Zaccone    | MV Agusta | Rit | 18  | 10  | Rit | 11 | 14  | Rit | Rit | 12  | 17   |
| NC   | Péter Sebestyén       | Kawasaki  | 19  | 24  | 23  | 25  | 17 | 17  | 16  | 21  | Rit | 0    |
| -    | Jaimie van Sikkelerus | Yamaha    | 24  | 23  | Rit | 21  | 20 | 22  | 18  | 20  | 21  | 0    |
| -    | Jacopo Cretaro        | Suzuki    | 22  | Rit | 22  | NP  | 19 |     |     |     |     | 0    |
| -    | Hiromichi Kunikawa    | Honda     | 23  | Rit | 20  | 26  | 21 |     |     |     |     | 0    |
| -    | Connor London         | Suzuki    | 26  | 25  | 25  |     | 24 |     |     |     |     | 0    |
| Pos. | Pilota                | Moto      |     |     |     |     |    |     |     |     |     | P.ti |

| Legenda | 1º posto        | 2º posto            | 3º posto           | A punti      | Senza punti        | Grassetto – Pole position Corsivo – Giro più veloce |
| Legenda | Gara non valida | Non qual./Non part. | Ritirato/Non class | Squalificato | '-' Dato non disp. | Grassetto – Pole position Corsivo – Giro più veloce |

### Sistema di punteggio
| Pos.  | 1  | 2  | 3  | 4  | 5  | 6  | 7 | 8 | 9 | 10 | 11 | 12 | 13 | 14 | 15 | 16> |
| Punti | 25 | 20 | 16 | 13 | 11 | 10 | 9 | 8 | 7 | 6  | 5  | 4  | 3  | 2  | 1  | 0   |

### Classifica costruttori
| Pos. | Costruttore | Motocicletta |     |    |    |    |    |    |    |    |    |    |    |    | P.ti |
| ---- | ----------- | ------------ | --- | -- | -- | -- | -- | -- | -- | -- | -- | -- | -- | -- | ---- |
| 1    | Yamaha      | YZF-R6       | 2   | 1  | 1  | 2  | 2  | 2  | 3  | 1  | 2  | 1  | 1  | 1  | 266  |
| 2    | Kawasaki    | ZX-6R        | 4   | 4  | 5  | 1  | 1  | 1  | 1  | 2  | 1  | 7  | 3  | 3  | 223  |
| 3    | Honda       | CBR600RR     | 7   | 6  | 4  | 3  | 5  | 3  | 2  | 4  | 3  | 5  | 2  | 2  | 175  |
| 4    | MV Agusta   | F3 675       | 1   | 11 | 3  | 4  | 3  | 14 | 4  | 6  | 5  | 3  | 4  | 11 | 145  |
| 5    | Triumph     | Daytona 675  | Rit | NP | 10 | 8  | 12 | 4  | 23 | 10 | 11 | 10 | 18 | 8  | 56   |
| NC   | Suzuki      | GSX-R600     |     |    | 22 | 25 | 22 | NP | 19 |    |    | 16 |    |    | 0    |